# バトルスピリッツ 烈火魂
『バトルスピリッツ烈火魂＜バーニングソウル＞』（BattleSpirits BurningSoul）は、2015年4月1日から2016年3月30日まで、テレビ東京系列で毎週水曜18:30 - 18:57（JST）に全51話が放送された、バンダイナムコピクチャーズ（BN Pictures）制作のテレビアニメ作品。

## 概要
トレーディングカードゲーム『バトルスピリッツ』を元にしたテレビアニメシリーズ（以下“ バトスピ ”）の第7弾。前作『最強銀河 究極ゼロ 〜バトルスピリッツ〜』（2013年 - 2014年、メ〜テレ制作・テレビ朝日系列）の完結から半年のブランクを経てのテレビアニメ新作であるが、前作とは異なりテレビ東京（および在京キー局）での放送となる。アニメ制作は前作までのサンライズから、同社のキッズ・ファミリー向け部門を分社して設立されたバンダイナムコピクチャーズ（BN Pictures）が担当。このため監督の杉島邦久やシリーズ構成の長谷川勝己など、一部を除いてスタッフの顔ぶれには大きな変化はない。楽曲の発売元は、『バトルスピリッツ ブレイヴ』以来のランティスとなっている。
本作品のモチーフは「戦国」であり、現代社会にて全国各地でバトルが繰り広げられているという世界観が描かれる。バトル描写が簡略化されていた『最強銀河 究極ゼロ 〜バトルスピリッツ〜』に比べ、ステップ描写・ナレーション・ネクサスのCGが復活しており、初心者にも分かりやすくなっている他、シリーズで初めてコアを手で動かすようになっている。一方で、『バトルスピリッツ 少年激覇ダン』からの伝統だったバトルフォームは廃止され、代わりにバトルマシンが非常に特徴的となっている。前作までとは違い、Aパート終了後のアイキャッチが廃止され、アイキャッチがBパート開始時のみとなった。
2015年11月から全4回、直前番組『銀魂』の坂田銀時らが番組宣伝やジャンクションに登場、本作品の烈火幸村と共演した。2016年1月には新春スペシャルとして、シリーズ第1作『バトルスピリッツ 少年突破バシン』の主人公「馬神トッパ」との共演エピソードも制作された。
DVDは前2作に引き続き、受注率達成による完全受注限定生産。2016年2月15日より受注開始となった。当初の期限は4月30日までと受注期間は約2ヶ月半だったが、受注は前々作・前作以上に難航しており（例としてアニメ最終回当日の3月30日時点で受注率55%）、特典7が追加発表されると共に期限は5月15日まで延期された。そして約3ヶ月の受注期間を経て期日に受注率が達成され、販売が決定。その後、5月27日から6月19日まで追加受注期間が設けられた（こちらはクレジットカード決済も選択可能となった）。
本作品の完結後、次回作となる『バトルスピリッツ ダブルドライブ』は、それまでより35分繰り上げとなる毎週水曜17:55からの放送となった。
2021年11月5日より2022年10月28日まで、YouTube「BN Pictures チャンネル」にて毎週1話ずつの全話無料配信を実施。

## 世界観
近未来。日本ではバトスピに関することを運営しているIBSA(International Battle Spirits Association)によって開発されたバーチャルシステムの普及により、カードゲーム「バトルスピリッツ」は、スポーツのように大流行、「バトスピ戦国時代」と謳われる様相を呈している。
IBSAに認定された一流のカードバトラーは「S級バトラー」と呼ばれ、ムサシなどの一部の地域では、彼らが自らを慕う者たちをまとめて「組」を作っている。彼らS級バトラーたちは日々派閥を広げんと他の組とバトルによる縄張り争いを繰り広げており、時には実力行使に発展することもある。しかし、その様子は不良グループ・カラーギャング同士によるいがみ合いに等しいものがあり、主要人物たちの率いるメンバーもガラが悪いのが多い。初期設定の登場人物の年齢は非常に若かった。
現代社会（近未来）を舞台としている一方で学校・親、バトスピに関係のない大人などは登場しておらず、その仔細は不明。上述の組（不良グループ）が犯罪にあたる行為に及んでも警察の介入などはなく、それぞれの組が街の若者たちの治安を仕切っている描写も見られた。
そのため、ファンタジーの要素はない一方で、一応は現代社会ながらもバトスピで若者が闘争する世界として描かれている。作中では、そんな事態を憂いて行動する者もいる。

### あらすじ
バーチャルシステムの実現により到来した「バトスピ戦国時代」。そんな中突如として、誰もその名を知らないS級カードバトラー・烈火 幸村が黒田 環奈と共に天下布武を目指してムサシに現れ、S級バトラー炎 利家、群青 早雲、宝緑院 兼続たちを撃破したことで物語は動き始める。
幸村の出現を知った大六天魔王の指示を受けた真白 藤吉郎や紫鬼神 蘭丸の策謀が水面下で進む中、ムサシに集うS級バトラーたち一同はムサシ一を決めるべく再び激突し合う。激闘を制したのは未知のカード、Sバーストで他を圧倒した兼続となり、兼続はムサシ統一に向けて動き出す。
一方、敗北に落ち込んでいた幸村は利家の叱咤で立ち直り、兼続へのリベンジマッチに挑み勝利を収めた。そして兼続にSバーストを渡していた蘭丸は、嗜虐的な本性を露わにし、兼続を拘束、宝緑院組の名を騙りながら大六天魔王の野望に向けてムサシ支配に乗り出す。西ムサシでの蘭丸たちの暴虐を知った幸村は利家・早雲に協力を仰ぎ、蘭丸・藤吉郎たちに挑んで兼続の開放に成功する。幸村は黒幕たる大六天魔王に挑むも敗北を刻まれ、大六天魔王は更なる激闘の開闢を宣告した。大六天魔王勢が西ムサシから去った後、宝緑院組は西ムサシ復興に尽力し、兼続の理想通り、ムサシの全てのカードバトラーが楽しく心行くままにバトルに興じ、街には平穏が戻っていた。
そんな中、IBSAの代表として天魔市により「バトスピ戦国チャンピオンシップ」の開催が宣言され、幸村たちはチャンピオンシップ決勝トーナメントへと歩みを進める。しかし決勝トーナメント開催の場で、大六天魔王は自身の優勝を条件にIBSAの全権委任を要求する。勝ち進み決勝戦へと歩を進める幸村と大六天魔王。だが幸村は、大六天魔王の正体が自分がかつて慕っていた信兄こと天魔 信長であることを知り、激しく動揺。戦意を失いかけるが兼続の叱咤でこれまで戦ってきたバトラーたちのためにも戦うと決意する。決勝戦では天魔信長の圧倒的な力に勝負を諦めかけるも、今まで戦ってきたライバルたちの応援で戦意を取り戻し勝利。
日本一が決定したことで、バトスピ戦国時代は終わりを告げ、カードバトラーたちは幸村を目標として精進に励んでいく。

## 登場人物
「バトスピ戦国時代」というコンセプトに基づき、主要な登場人物の名前は有名な戦国武将・忍者を彷彿とさせるものになっている。
バトスピ戦国チャンピオンシップでは、各々が3人一組のチームを組み、バトスピの天下一を求めて参加する。

### 主要人物

#### 幸村のチーム
烈火 幸村（れっか ゆきむら）
声 - 山下誠一郎、村中知（幼少期）
本作品の主人公。13歳の少年。銭紋を入れたバンダナと陣羽織を纏っている。関東のムサシに現れるまで誰もその名を知らなかった謎のS級カードバトラー。専用バトルマシンはドラゴンがモチーフの「轟天龍」。
スピリット同士の熱いバトルあってこそのバトルスピリッツと思っており、相手のキースピリットを打ち破ってこそ本当の勝利であるという信念の持ち主。相手に止めを刺す際は「燃えろ俺の魂！」が決め台詞。仲間に対する友情も厚いが、精神的に脆い所があり、バトルの劣勢や敗北に大きく動揺するなどの一面を持つ。
デッキケースのシンボルはドラゴン。系統：『武竜』を主とする赤属性デッキの使い手であり、サブエースとして「センゴク・グレンドラゴン」・「サムライ・ドラゴン」、キースピリットに「戦国龍ソウルドラゴン」を有する。
幼少の頃に「信兄」と慕っていた人物よりバトスピを教わり、いつか超えることを目標としていた。しかし、ソウルドラゴンのカードを託されたその日を最後に目の前から姿を消され、その後色々な大会で優勝を重ねS級バトラーに認定されたが、慕っていた師であり目指していた目標であった信兄が姿を消した喪失感からバトスピから遠ざかっていた。そのため幸村の存在を知る者はなかったが、バトスピ戦国時代の到来の中、環奈との出会いを経て天下を取って「信兄」と再会するという新しい目標を得て再び闘志を燃やす。しかしそれゆえに「天下をとって何かをなす」というビジョンを持たず、白銀謙信にそのことを尋ねられた際答えることができず、逆に彼の目標を中傷したこともあった。
ムサシには古い知り合いがいたようだが、引っ越して行方知らずのため、佐助の父の所有する空きビルを拠点に活動する。ムサシのS級バトラーを次々と打ち破ってその名は知れ渡り、利家とはお互いの強さを認めて好敵手となる。
バトスピ戦国チャンピオンシップでは、兼続・早雲とのチームを組み、ガンスリンガー100連勝賞品で入手していた「サムライ・ドラゴン・天」を使いこなして、関東ブロック予選ではバトル20連勝で満点の50点で通過し、決勝大会でも勝利を続ける。しかし、ライバルたちの扱う【ソウルドライブ】の力には今の自分では勝てないと感じ、再会した信長からのアドバイスで出会ったバトスピ仙人から新たな切り札「戦国龍皇バーニング・ソウルドラゴン」を貰い、そのカードを使いこなして決勝戦へと進んだ。決勝戦の直前、大六天魔王の正体が信兄であることにショックを受け戦意を失うが、兼続からバトルを通した叱咤を受けて立ち直り、決勝戦に臨む。
決勝戦でついに天魔信長（大六天魔王）と対決。信長の「天魔王ゴッド・ゼクス -終ノ型-」の前に追い込まれ、絶望しかけながらも仲間たちの声援を受けて奮起し勝利。バトスピ戦国チャンピオンシップの初代チャンピオンとなり、バトスピ戦国時代に終止符を打った。
チャンピオンシップ後、何をするでもなく河原で寝ていた所、怪我から復帰した利家と再会、チャンピオンシップでなしえなかった利家とのバトルをするところで物語の幕は下りた。
篠原健太による原案の一部では、髪や服の色やもみあげの形などに違いがみられた。
黒田 環奈（くろだ かんな）
声 - 山下七海
幸村の妹分。一人称は「拙者」。語尾に「ごじゃる」とつけるのが特徴的な、桃色の髪に銭紋の入った犬のフードをかぶった少女。幸村からつけられたあだ名は「かんべえ」。背には犬のリュックを担いでいる。バトスピにおいて誰もが舌を巻く天才的な頭脳と知識を合わせ持つが、実際のバトルでは色んな状況を想定しすぎてバトルをまともにできないという欠点がある。幸村のバトルの際には、佐助たちに解説をすることが多い。いかなる時も冷静沈着を貫いているが、野宿を嫌い久しぶりにベットで眠れると無邪気に喜ぶなど、年頃の少女らしい面もある。
かつて地元のスタジアムを幸村に救ってもらったのをきっかけに彼に可能性を見いだし、幸村のバトスピ指南役を務めて彼と共に旅をしていた。
大六天魔王の一件、バトスピ戦国チャンピオンシップの開催をして、自身は幸村の力になり続けると確固たる意志をみせる。チームを組んだ兼続と早雲にも指南役としてデッキ調整を行い、その知識は二人に舌を巻かせた。
各話の次回予告後に行われる活躍したカードの解説も行う。
宝緑院 兼続（ほうりょくいん かねつぐ）
声 - 杉田智和
西ムサシを治めるチームのリーダーにして、緑属性のS級カードバトラー。性格は冷静沈着、寡黙にして有言実行を旨とする。首には大玉の数珠をかけている。系統：『殻人』を持つスピリットを主要とし、キースピリットは「烈風忍者キリカゲ」。サブエースは「蜂王フォン・ニード」・「忍将軍クロハガネ」・「大地の忍ダイビート」。デッキケースのシンボルは蜂。専用バトルマシンはカマキリがモチーフの「緑風神」。
バトルスピリッツとムサシを愛し、平穏をもたらすために勝利し続けることを誓っている。そのため、信念として「愛」を掲げ、羽織の下に着ている服の背中には「愛」の文字が書かれている。バトルの最中であろうと自身のバトスピ愛を説くほど。その器量・志の高さは、大六天魔王からも認められている。利家とは互角の実力を持ち、お互いに何度もバトルしてきた仲。かつては彼の強さに憧れた早雲も兼続のチームに所属していた。
かつてバトスピの流行と共に西ムサシが腕自慢のカードバトラーたちによって荒れ秩序が崩壊した際、自身の腕前を持って彼らをまとめあげ西ムサシを統一し平穏をもたらした。
利家、早雲を撃破した幸村を見定めるため彼に挑み、幸村が「魂のバトル」で見せたことで彼が単なる腕自慢の無法者ではないと理解した。しかし、自他共に厳しい性格故に、キースピリットを出す前に幸村に敗れた己の弱さに苦悩し、打開策が見えないまま修行に明け暮れる中、バトルを挑んできてわざと敗れた蘭丸に発破を掛けられ、「忍将軍・クロハガネ」のカードを渡される。ムサシ頂上決戦での早雲とのバトルでは、目先のバトルに固執する志の無い早雲に対し【ソウル神速】によって勝利を収め、続く幸村とのバトルでは【Sバースト】によって勝負を決め、ムサシの頂点に立った。しかし幸村から挑まれた再戦では、幸村の【Sバースト】を前に敗北。その後蘭丸に「制裁」としてバトルを挑まれ、以前とは違い本気で挑んで来た蘭丸に敗北し、ムサシの平穏しか頭にないと批判され、さらに目先のバトルにしか興味のない早雲と同類であると蔑まれた。その後牢に幽閉され、宝緑院組・ムサシ統一を蘭丸に乗っ取られてしまう。
利家と早雲が蘭丸、藤吉郎相手に勝利したことで大六天魔王より解放され、自らの不甲斐なさを猛省した兼続は西ムサシの復興に尽力した。バトスピ戦国チャンピオンシップにおいて、幸村と誰が組むか利家・早雲と議論になった際、バトルでそれを決めることとなり利家とのバトルで勝利を収め、幸村とバトスピ戦国チャンピオンシップのチームを組む。快進撃を続けるも、準々決勝での利家とのバトルでは利家にマジックと【ソウルドライブ】で反撃され逆転敗北。
その後、決勝戦直前に、戦う相手が恩人であることで茫然自失となっていた幸村の元に現れ、彼に「センゴク・タイガー」を渡すと共に叱咤激励し、幸村の戦意を取り戻させた。
群青 早雲（ぐんじょう そううん）
声 - 真堂圭
港町にあるチーム「群青組」をまとめあげるリーダーにして、「ハマの鬼姫」の異名をもつ青属性のS級バトラー。普段はスカジャンに青透明な羽衣を付けたインナー、ショートパンツにニーハイブーツといったボーイッシュな格好。男勝りでストイックな性格をしており、誰に対しても見下した尊大な態度をとるが、名うてのバトラーたちを歯牙にもかけないスゴ腕を持ち、仲間内からは「姫」と呼ばれ慕われている。
兼続にかつて憧れ彼のチームに所属していたが、彼の掲げる「バトスピ愛」を理解できず、強さを求めていた早雲は、共に居続ける限り彼を超えられないと感じ一方的に袂を分かつ形で去った。その後、デッキ破壊におのが理想を見いだし、群青組を結成した。しかし、幸村や利家、兼続の3人などと異なり、早雲はバトラーとして強くなるための志を持っておらず、ただ自らが勝ち続けるためだけに己の実力を高めることにしか興味が無かった。その一方で兼続の志自体は認めており、西ムサシで兼続の名のもとに蘭丸たちが暴虐を働いた際は、兼続の真意がつかめず動揺していた。
系統：『闘神』を持つスピリットが主要で、キースピリットは「蒼海明王」および「蓮華王センジュ」。キーカードとしてネクサスの「千間観音堂」を使う。デッキケースのシンボルはイルカ。専用バトルマシンはイルカがモチーフの「海神丸」。自らのバトルをどんなものでも飲み込む広大な「海」に例え、極めたデッキ破壊を海の深遠さに例え「沈める」。
利家を破った幸村にバトルを挑みデッキ破壊で追い詰めるもおしくも敗北。再戦を誓いながら撤退した。幸村と再戦に他のS級バトラーと共に名乗りを挙げ、幸村と利家戦の勝者とバトルする運びとしてかつての仲間であった兼続とのバトルに挑む。デッキ破壊で追い込むが、目先の勝敗ばかりに捕らわれ、また幸村一人との再戦にのみ固執し続ける志の低さを痛烈に指摘され完敗。兼続の信念や理想を絶対に認めないと怒りに任せて批判し、誰にも見られず一人静かに涙を浮かべた。
さらに藤吉郎にデッキ破壊を封じられて手も足も出せない無惨な敗北を喫してしまい、失意のあまり群青組を解散するとまで宣言したがメンバーたちに「自分達は姫の心意気に惚れて集まっている」と諭され思いとどまった。そして群青組を西ムサシ解放のための戦力として幸村、利家に力を貸すよう協力を求められ、兼続が幽閉されていることを知って力を貸すことには応じたが、幸村にけじめとして挑んだ再戦で敗北し迷いが生じその場を去った。「海を極めた」と思っていた自分への自信を失い、「海に憧れ作った」自分のデッキを手放すことすら考えた。しかし突如彼女の前に現れたお市の言葉で海は自分の想像する深さだけではなく雄大さ・慈愛を兼ね備えていることに気づき、広大な海を極めたとおごっていた自分を恥じ、「自分は海、海でありたい」という新たな目標を抱くようになる。そして西ムサシに乗り込んだ幸村たちと合流、自分を一時、失意のどん底に追い込んだ藤吉郎に再戦を挑み勝利を収めた。
バトスピ戦国チャンピオンシップ開幕の知らせを受けて幸村と組むことを望み、兼続と共に幸村とチームを結成し、決勝大会一回戦を突破。個人戦となった決勝大会準々決勝では大六天魔王と対戦。「天魔王ゴッド・ゼクス -破ノ型-」の攻撃により、バトルマシンから吹き飛ばされて敗北。病院送りとなり、敗北のショックから放心状態だったが、幸村の決勝戦の最中利家に連れられ再起。幸村を応援した。

#### 佐助のチーム
暁 佐助（あかつき さすけ）
声 - 金田アキ
かけ出しのカードバトラーの少年。低コストスピリットを多用する赤デッキの使い手。友人である太一、有弥、拓馬と揃って赤いマフラーを巻いている。バトスピを始めたばかりで炎組に挑戦を吹っ掛け惨敗を喫しデッキを奪われるが、そこで幸村に助けられ彼の腕前に惚れこみ、彼と行動するようになる。父親の空きビルを秘密基地にしており、住み処の無かった幸村に場所を提供している。初歩的な知識と戦略に乏しかったが、幸村との出会いと交流を経て成長しており、後にそれを認めてくれた幸村から託された「センゴク・グレンドラゴン」をキースピリットにした。
幸村が兼続に敗北した際にはとめどなく涙を流し、リベンジバトルを挑む幸村を支え、幸村と兼続のバトルが実現するように仲間内と炎組と共に画策してみせた。
後にバトスピ全国大会の開催が決定した際は、当初は幸村と組んで最強の赤バトラーチームとして出場することを望んでいたが、兼続や早雲がチームを組む形で叶わずに終わった。しかしめげることなく、ならばライバルとして出場することを決意し、出場条件である「A級バトラー」昇格のための大会に出場。卑怯な戦略で仲間たちを倒した柊宗矩と決勝になり苦戦するものの、「武将転生」と持ち前のガッツによって幸村と利家を彷彿とさせるほど赤属性を使いこなし逆転勝利を収め、出場条件であるA級バトラーへの昇格を果たすことに成功した。
戦国チャンピオンシップでは、太一・有弥とチームを組んで出場。個人成績7勝3敗と健闘するも、残り二人が足を引っ張ってしまい、17点で予選落ちとなった。予選落ちしてなお、情熱は消えることなくカードバトラーとして大きく成長した姿を見せた。
本田 太一（ほんだ たいち）
声 - 小平有希
小太りで背の低い少年。
楠 有弥（くすのき ゆうや）
声 - 真堂圭
髪を頭頂部で結った少年。
拓馬（たくま）
声 - 牧口真幸
眼鏡をかけた少し背の高い少年。一人だけマフラーの色はオレンジとなっている。太一・有弥と共に佐助の友人。

#### 利家のチーム
炎 利家（ほむら としいえ）
声 - 新井良平
愛称は「トシ」。関東の東ムサシを征している「炎組（ほむらぐみ）」をまとめあげ、関東一の赤属性の使い手と称される、飄々としながらも熱い性格のS級カードバトラー。虎と炎をイメージしたコートを纏っている。「炎組」の面々からは非常に慕われているが、炎組がバトルスタジアムを占拠するためカードバトラーたちからの評判は良くなかった。
性格もバトルスタイルもワイルドで豪放磊落。相手スピリットを効果で破壊してライフを狙うバトルスタイルであり、破壊に例えられる。
系統：『皇獣』を持つスピリットの使い手で、キースピリットは「センゴク・タイガー」。サブエースは「刀将鎧アシュ・ライオン」（ブレイヴ）・「戦国六武将レオンランサー」（アルティメット）。デッキケースのシンボルは虎。専用バトルマシンは虎がモチーフの「炎獣王」。
何にも熱中することができなかった頃に「センゴク・タイガー」、つまりバトルスピリッツと出会い、自分の魂が熱くなるのを感じた。それ以来、赤デッキを磨き続け今に至る。そのため赤属性に対して強い誇りとし信念を掲げている。また相対する兼続とは幾度となくバトルを交わした仲である。そして、これらを馬鹿にする者に対して怒りの炎を燃やすなど、正義感が強い一面もある。景虎とのバトルでは「誰かのように戦っているような奴には負けない（自分のために戦っている自分には勝てない）」と語った。
突如ムサシに現れた幸村とのバトルで彼を追いつめるも敗北。幸村を認め自らのことを「トシ」と呼ぶようにと告げた。幸村を破るべくブレイヴ「刀将鎧アシュ・ライオン」を投入し幸村との再戦に闘志を燃やすが、再戦時には彼の【バースト】の前に二度目の敗北を喫し、幸村を最強の赤属性使いと認めた。
バトスピ戦国チャンピオンシップでは、幸村と組んで最強の赤属性チームを結成することを考えていたが、兼続とのバトルに破れたことで断念。実力あるチームメイトを探して一人ムサシを旅だち、戦の鬼と称される信玄の噂を聞き甲斐の山奥に足を運ぶ。チーム戦をままごとと称する信玄に自身の覚悟を知らしめ、信玄を仲間を加える。強豪ぞろいの東海エリアから出場、バトル20連勝して満点の50点で東海エリア代表となる。
決勝大会では新たなキーカード「戦国六武将レオンランサー」の【ソウルドライブ】で圧勝を続ける。準決勝戦では大六天魔王を追い込むが逆転され、幸村との決勝戦の幻想を見つつ敗北。早雲同様に病院送りとなった。決勝戦の直前にわずかながら意識を取り戻し、兼続を通して幸村に「センゴク・タイガー」を託した。そして決勝戦の最中に完全に意識を取り戻し再起。早雲をスタジアムに連れて行き、共に幸村を応援した。
赤井 長頼（あかい ながより）
声 - 阪口周平
炎組（ほむらぐみ）親衛隊筆頭を名乗る男。他の隊員と違い羽織には襟が付いている。利家のことを心底慕っているが、粗暴な性格をしており、利家にバトルを挑んできた佐助を返り討ちにした後に「預かる」と称してカードデッキを取り上げようとし、ムサシを訪れた幸村にバトルで成敗されたこともあった。
ムサシを去った利家を単身追い、彼に追いついて一緒にチームを組もうといって利家を喜ばせた。結局、戦国チャンピオンシップ東海エリア予選では利家と信玄が20連勝して図らずも大六天魔王と同じく出番がないまま決勝大会に進出し、本人もかなり気にしていた。
決勝大会2回戦で兼続と当たるもそのまま敗北した。第47話では利家を他の炎組のメンバーと共に盛大に応援し、続く48話では利家を病院送りにした大六天魔王に殴りかかろうとするが、兼続に止められた。
紫堂 信玄（しどう しんげん）
声 - 山本祥太
甲斐のS級バトラーで「戦の鬼」の異名をとる。紫属性のデッキの使い手で、切り札は「戦国六武将ムドウ」。片腕で斧を振りまわす怪力を持つ、仰々しい言葉遣いの浅黒い肌をした大男。バトルマシンは馬と鬼がモチーフの「紫龍山」。心の中に「鬼」があると語り、バトルでもリスクを承知で勝機を逃さず徹底的に攻める。
当初は戦国チャンピオンシップに対して、チームを組んだ相手次第で決まるチーム戦は児戯にすぎないとし、背中を預けるに足る者がいないため参加する気はなかったが、勝利のために命をもいとわぬ覚悟を見せた利家の中にある「バトスピの鬼」を認め、彼のチームに加わる。決勝大会一回戦を終え、二回戦以降は個人戦のためチームは解消となるが、自分を全国大会へ導いた利家に対しては感謝の意を示した。
決勝大会準々決勝では幸村とバトルし、一時は【ソウルドライブ】で追い詰めるが、幸村の新たなキースピリット「戦国龍皇バーニング・ソウルドラゴン」の前に敗北。一度はスタジアムを去るが、決勝戦に駆け付け、幸村を叱咤激励した。

#### 謙信のチーム
白銀 謙信（しろがね けんしん）
声 - 近藤隆
金の装飾を付けた白の軍服を纏い、透き通るような銀髪に眼鏡を携えた、知的で眉目秀麗の青年。北陸エリアの頂点に君臨し、「白き翼の軍神」と謳われるカードバトラー。誰に対しても礼儀正しく、穏やかな微笑を絶やさない人格者。自身と考えの異なる半蔵や幸村、利家をバトルを通じて理解し認める度量の大きさも併せ持つ。バトスピ戦国時代の名の元に荒れている現代を憂いており、「バトスピの戦乱の世を秩序の元に治め、混沌とした世界に終止符を打つ」という目標を持ち、その高潔さは他を魅了するカリスマ性ともなっている。
白属性デッキの使い手で、切り札は「戦国六武将センリュウカク」。専用バトルマシンは蓮の花がモチーフの「白蓮陣」。
バトスピ戦国チャンピオンシップの前哨戦としてムサシ最強のバトラーとの手合わせを願い、デッキ調整中の幸村に代わって相手を申し出た兼続とのバトルでは、兼続の実力を最大限認めた上でソウルコアの力を使わずして勝利する高い実力を見せた。
戦国チャンピオンシップ決勝大会一回戦では、神次郎とのバトルで【ソウルドライブ】を使用し圧倒的勝利を収めた。決勝大会準々決勝では半蔵と対戦。不可思議な半蔵がなんのために戦うのかを見定めながら戦う。バトルの中で半蔵が語った「何も野望や使命感も持たずただバトルを楽しむ」生き様を知って驚きながらも共感して笑うが、「天下を取り、バトスピ戦国時代を終わらせて世の中に平穏をもたらしたい」という使命感のもと戦い抜き勝利する。
準決勝戦での幸村との対戦では、幸村に「天下を取って、そして何をするのか」と志を問うも、彼にその問いには答えてもらえず逆に自身の目標を中傷される。幸村に猛攻を仕掛けるが、バトルの中で仲間との絆を思い出し「天下を取ることとは絆を紡ぐこと」と答えを出した幸村の前に敗北。幸村に自身の志は理解されなかったが、仲間との絆と共に戦う幸村を認め、決勝戦では幸村を叱咤激励した。
小白河 景虎（こしらかわ かげとら）
声 - 鈴木晴久
謙信の腹心として知られる黄色い髪の少年。バトスピの天下を取り、乱世を収めることができるのは謙信だと心から信じ、景勝と共に忠誠を誓い、謙信のために行動する。決勝大会二回戦で利家とバトルし追い詰めるも、逆転されて敗北した。
藤白 景勝（ふじしろ かげかつ）
声 - 石井一貴
謙信の腹心として知られる。景虎と志を同じくする。決勝大会二回戦で早雲とバトルするが、全てのスピリットを破壊された上クインティプルシンボルのアタックで一気にライフをゼロにされて敗北した。

### IBSA
天魔 市（てんま いち）
声 - 荒川美穂
天魔コンツェルンの息女にしてIBSAの最年少幹部を務める清楚な雰囲気の少女。バトスピ戦国チャンピオンシップの運営委員長も務める。日傘がトレードマーク。口ぐせは「〜のです」。天然を装っているが、物事を深く見据えて行動しており腹の中は見えない。幸村たちS級カードバトラーたちに期待している節があり、半蔵や時に自身を使って彼らの成長に協力している。
お忍びの視察としてムサシを訪れ、【Sバースト】を探し求める幸村と邂逅。その実力を示した幸村に【Sバースト】のカードを譲渡。その後、落ち込んでいる早雲と出会い、彼女を励まして「傘を拾ってくれたお礼」と称し彼女にもカードを授けるなど、謎の行動をとっている。
幸村たちが西ムサシを大六天魔王軍勢より解放した後、全国ネットを通じて史上初のIBSA主催による全国大会《バトスピ戦国チャンピオンシップ》の開催を宣言。決勝大会の開幕の場では、大六天魔王の「優勝したならばIBSAの全権限を大六天魔王が持つ」という無茶苦茶な要求に対し、彼を「力に目がくらんだ悲しいバトラー」と評し、「純粋にバトスピを楽しむ精鋭たちが貴方に勝つ」と言って彼の要求を受け入れた。
実際の所は大六天魔王の正体が兄であること・兄の目的も知っていた。《バトスピ戦国チャンピオンシップ》を開催したのも、バトスピでの日本と世界の力の差に危機感を抱き、敢えて大六天魔王としてカードバトラーの前に立ちふさがることを決めた兄に命じられてのことであった。本人はそれに従いつつもバトラーたちに戦国六武将や【Sバースト】といったカードを授け、兄に対抗しようとした。
天魔 信長（てんま のぶなが）
声 - 諏訪部順一
天魔コンツェルンの御曹司にして市の兄。勝家の台詞からも、聡明な人物であったことがうかがえる。
MC小太郎
声 - 高橋広樹
大会での司会を務める、兜をかぶった隈取りメイクをした男。
バトスピ仙人
声 - 宮澤正
精進湖の洞窟に住む老爺。かつてはバトスピの開発やテストバトルに携わったという。現在は引退してバトスピを楽しむ余生を送っている。バトルでは旧カードから最新カードまでも巧みに使い分ける混色デッキを使用する。
かつて開発に関わったこともあり、古いカードから最新のカードも全て所持しており、訪れた幸村を認め、彼に新たなカードを渡した。
オペレーター
声 - あいざわゆりか
S級バトラー同士が野外でバトルを行う際、周辺を調査してバトルマシンの使用許可を出す。

#### IBSAチーム
戦国チャンピオンシップで、IBSA推薦のシード枠で本戦に出場する。全員がIBSA幹部・天魔市に仕えている。百黄家と美鳥山家は忍者の家系であり、天魔家に仕えてきた。
百黄 半蔵（ひゃっき はんぞう）
声- 間島淳司
黄属性のS級バトラー。常に単独で行動する、謎に包まれた神出鬼没の人物。どこか忍者を髣髴とさせるパンクロック風の装いに身を包み、背には琵琶を担いでおり、平家物語を奏でる。その演奏は環奈に典雅と言わしめたほど。基本的にまともに会話せず、琵琶を奏でながら情報を話したり、「フーリンもそう言っている」と語る。彼の一族は代々天魔家に仕えてきた忍の一族であり、彼は天魔市に仕え、彼女の命に従って行動する。一応は天魔家に仕えているが、忠誠心などではなく「ただ楽しみたい」という理由でバトルを行っている。寡黙な性格だがさすがに大六天魔王の正体には動揺していた。
系統：『妖戒』のスピリットを主要に「フーリン」を愛する他、マジックを多用する。キースピリットは「九尾フォックス」。サブエースは「イヌガミ」。デッキケースのシンボルは蝙蝠。専用バトルマシンは蝙蝠がモチーフの「朧羽（おぼろばね）」。自らのバトルの展開を「一の巻、二の巻〜」と物語に例える。そのためスタートステップでは「拙者とカードの物語　○の巻」、ターンエンドでは「これでおしまい」と宣言する。
兼続と蘭丸のバトルの際は一人それを観戦し、牢に閉じ込められていた兼続の前に姿を現した。更には幸村、利家、早雲の前に姿を見せ西ムサシ侵略の真相、並びに蘭丸、藤吉郎らの背後に潜む黒幕の存在を伝えた。環奈はこれらの行動に対し、以前から大六天魔王の存在に気付いていたお市の命令によってムサシの動向を監視していたのではないかと推測している。
バトスピ戦国チャンピオンシップ2回戦・第7試合（最終戦）にて蘭丸と対戦し、マジック「百鬼夜行」の効果で圧勝する。準々決勝では謙信と対戦し、謙信の【ソウルドライブ】に対してマジックを駆使してドローを重ねて健闘するも、謙信の猛攻の前に手札・デッキにスピリットを全て戻され敗北した。信長vs幸村の最終決戦では、無言であるものの、琵琶で幸村を応援した。
美鳥山 阿国（みどりやま おくに）
声 - 大森日雅
環奈と同程度の年端のいかない少女ながら、S級バトラーとなった天才。生真面目な性格。天魔家に仕える忍者の一族の一員として幼少より鍛えており、百黄半蔵は一応若手忍者たちのバトスピの師範であったため「半蔵様」と呼んでいるが、実は半蔵は琵琶ばかり弾いて何も教えてくれなかったため、彼に対しての態度は辛辣。バトスピ戦国チャンピオンシップの二回戦では幸村と対するも敗れ去った。
系統：『爪鳥』を主とした緑の【分身】デッキの使い手。キースピリットは「鎧風魔ヨロイズモ」。サブエースは「光牙鳳凰レックウマル」・「天帝ホウオウガ」。専用バトルマシンは梟がモチーフの「音無しの翼」。
白伊紫 勝家（しらいし かついえ）
声 - 髙階俊嗣
天魔市の付き人を務め、彼女を「お市様」と呼ぶ目付きの鋭い大柄な男。お市に忠実、堅物である一方で血気盛んなカードバトラーとしての一面を持ち、戦国チャンピオンシップのシード枠となった際は予選で戦えないことを悔しがっていた。
S級バトラーでもあり、白と紫の混色デッキの使い手。「氷の覇王ミブロック・バラガン」「白蛇帝アルデウス・ヴァイパー」と「紫電の霊剣ライトニング・シオン」の合体スピリットを使用する。デッキケースのシンボルは2本の刀をクロスさせたもの。専用バトルマシンはコウテイペンギンがモチーフの「機甲帝」。
第二回戦では大六天魔王と対戦するも敗北。大六天魔王からは終始「有象無象」と見下されていた。

### 大六天魔王
大六天魔王（だいろくてんまおう） / 天魔 信長（てんま のぶなが）
声 - 諏訪部順一
バトスピの支配を以て天下不布を目論む最強のバトスピバトラー。常に鬼の面で顔を隠し、その正体を知る者は誰もいない。藤吉郎、蘭丸は彼に忠誠を誓っており、「親方様」と呼び慕っている。烈火幸村の出現を受けて「役者はそろった」と語る。
あらゆる色と属性を使いこなす『混色デッキ』の使い手。キースピリットは「天魔王ゴッド・ゼクス」および「天魔王ゴッド・ゼクス -破ノ型-」。そして最強のキースピリットである「天魔王ゴッド・ゼクス -終ノ型-」。サブエースは「龍の覇王ジーク・ヤマト・フリード」。専用バトルマシンは鬼顔がモチーフの「天輪王」。
その正体は、天魔コンツェルンの御曹司で、IBSAの最初の代表でもある天魔信長（てんま のぶなが）。幼少時の幸村にバトスピの楽しさを教え、「信兄（のぶにい）」と慕われていた人物でもあり、12歳でIBSAの設立に携わり、日本で初めて「ノブ」という名前でS級バトラーとなっているが、「ノブ」の名前はどのデータベースにも存在しないことを環奈は疑問に思っている。表向き海外視察で渡米中のため、IBSAの全権は妹のお市に託している。
日本最強のカードバトラーとなった後に世界を見聞することを決めるが、別れを幸村に告げることができず、彼に戦国龍ソウルドラゴンを託して海外に出た。そして世界の強豪カードバトラーたちの高い実力・3Dバトルが普及している状況を知り、帰国後にIBSAと協力して最新技術を投入して3Dバトルバーチャルシステムの開発に努め、日本のバトスピブーム到来のきっかけを作った。しかしその結果、力をつけた日本のバトラーたちは、増長して日本各地でバトスピを悪用した勢力争いを始めるようになってしまい、海外視察で日本との力の差を痛感していた信長は、日本のバトスピの未来に危機感を覚えるようになった。そして、お市にIBSAを託した後、しばらくの間は身を隠し、大六天魔王として再び表の舞台に現れ、日本中のバトラーたちの力や可能性を試し、これまでのIBSAの方針が失敗ではなかったかどうかを見極めるため、様々な暗躍を行うに至っている。
ムサシの強豪バトラーの中でも、愛によってムサシを束ねるという高い志を持った兼続に一目置いており、腹心の蘭丸を通す形で彼にあるカードを渡している。また、早雲とのバトルでは、彼女が理想や志を持たないことから、兼続が勝つことを最初から見越していた。ムサシ最強決定戦を兼続が制したことで、新たな時代の幕開けを見据えた。
藤吉郎、蘭丸を破った幸村たちの前に現れ、褒美と称して兼続を解放。幸村とバトルをして【六天連鎖】で相手スピリットとアルティメットの回復を封じて、完膚なきまでに叩きのめした上で勝利するが、それでも以前に藤吉郎と蘭丸が負け越しているため西ムサシを開放し、「機は熟した。じきにもっと面白いことが起こる」と言い残して去って行った。
戦国チャンピオンシップでは近畿エリアより蘭丸・藤吉郎とともに出場、二人の力により戦うこともなく決勝大会に進出。決勝大会開幕の場では、お市のルール説明・開会宣言に乱入し、「優勝したならばIBSAの権限のすべてをよこせ」と無茶苦茶な要求を行い、お市にこれを認めさせた。
決勝大会二回戦では勝家と対戦し、【六天連鎖】を発動して勝利。準々決勝での早雲との対戦では、追い詰められたかに見せて新たなキースピリット「天魔王ゴッド・ゼクス -破ノ型-」で完膚なきまでに叩きのめして勝利し、早雲を病院送りにした。準決勝戦では利家と対戦。利家のマジックや【ソウルドライブ】の前に追い込まれながらも粘り勝ち、利家を病院送りにした。そのバトルの最中、自分の仮面が割れてしまいその正体が天魔信長であることが判明。動揺する幸村の前で、自らの真の目的を語り去っていった。
正体が判明して以降は、仮面で素顔を隠すことは辞め（ただし信長本人は「心の仮面は砕けていない」と独白している）、決勝戦では大六天魔王としてではなく天魔信長としてその姿を現す。
決勝戦での幸村との対戦では最後の切り札「天魔王ゴッド・ゼクス -終ノ型-」を召喚。「天魔王ゴッド・ゼクス -終ノ型-」の効果【六天連鎖-終ノ型-】を発動し幸村を追い詰めるが、仲間たちの声援を受けて奮起した幸村の前に敗北。
大会後、蘭丸と藤吉郎と共に世界へと旅立った。お市の見立てでは、幸村に敗北することは予定通りだったのではないかと推測されている。本人はそれを否定しているが、信長として幸村と再会し幸村の戦意を高めると共に彼が「戦国龍皇バーニング・ソウルドラゴン」を手に入れるように誘導する、彼の独白などから、仮面が割れたこと以外は彼の計画通りにことが運んだことが分かる。
上記の通り、本作品のラストボスであり、その目的ゆえに観客から罵声を浴びせられることがほとんどだが、本人は挑発以外、真面目にバトルをしているだけなので担当声優やスタッフからそのことを指摘されることも多い。
紫鬼神 蘭丸（しきがみ らんまる）
声 - 田村睦心
大六天魔王を「天に選ばれし者」として心酔する側近にして、不死を操る「紫の死神」と呼ばれるS級カードバトラー。髪で左目を隠し、唇には紫の紅を塗っている。バトルの際、早九字護身法を切り、天候を変えるなどあやしげな陰陽術を使う。大六天魔王の命令で行動を行う時はいつも一人であり、環奈にいわく「仲間を持たない一匹狼」らしい。
系統：『魔影』を主とし紫属性を扱う。キースピリットは「妖術師ヤクモ」。サブエースは「妖術師ムメイ」。デッキケースのシンボルは蜘蛛。専用バトルマシンは龍がモチーフの「天浮船（あめつうきふね）」。
大六天魔王の命令を受ける形で、幸村に敗れ打開策が見えず修行に明け暮れる兼続の前に現れ、彼を言葉巧みに籠絡して「忍将軍クロハガネ」のカードを渡し、兼続と幸村がぶつかるように仕向けた。蘭丸自身も大六天魔王が眼に掛けている兼続のことを高く買っていたのだが、一度は勝利しながら再戦を挑んだ幸村に油断して敗れ、それも想定内として見越していた蘭丸は、兼続を「力無き愛など何の価値も無い」と見限り制裁として本気のバトルで圧勝した後、大局を見ずムサシの平穏しか興味を持たない彼も早雲と同じ「ただの雑魚」でしかないと、痛烈な批判を下した。
西ムサシ解放戦に挑む利家とのバトルでは、利家に留まらず兼続を侮辱するが、それが利家の怒りを爆発させて完敗を喫した。
戦国チャンピオンシップでは自らと藤吉郎の力で大六天魔王を戦わせることなく決勝大会に進出。決勝大会二回戦では半蔵と対戦し敗北。
後に大六天魔王の正体が分かってもなお、かつて彼に拾われたことへの感謝の念から藤吉郎と共に忠誠を誓い続けている。
真白 藤吉郎（ましら とうきちろう）
声 - 三瓶由布子
北関東一円の白使いのカードバトラーたちを束ねる「猿面軍団」のリーダーにして白属性のS級バトラー。常に飄々とふるまい、バトルでは猿芝居をして相手を油断させたり、時に相手を挑発する狡猾な面を見せる。スケートボードを使用して移動する。
系統：『機巧』のスピリットを主とした白属性デッキを使い、キーカードは「機巧武者シラヌイ」「機巧将イチヤ・ジョー」。デッキケースのシンボルは鎧兜。バトルマシンは城と猿がモチーフの「白天号」。肩にはペットの猿を乗せている。
戦国チャンピオンシップでは自らと蘭丸の力で大六天魔王を戦わせることなく決勝大会に進出。決勝大会二回戦では信玄に敗北するが、その際はふがいなさから号泣するなど、大六天魔王への忠誠心を見せていた。
後に大六天魔王の正体が分かってもなお、かつて彼に拾われたことへの感謝の念から蘭丸と共に忠誠を誓い続けている。

### その他のS級バトラー
本岩寺 雷盛（ほんがんじ らいせい）
声 - 藤本隆行
加賀最強と謳われるS級カードバトラー。紫デッキの使い手でキースピリットは「滅神星龍ダークヴルム・ノヴァ」。戦国チャンピオンシップ北陸エリアの予選に出場するが、白銀謙信に敗れた。
長良 道三（ながら どうさん）
声 - 立花慎之介
東海エリアを代表するS級バトラーで「美濃のマムシ」の異名をとる男。バトルマシンのモチーフは「ヘビ」。「キシシ」「シャシャシャ」と笑い、方言で話すのが特徴。キースピリットは「黒蟲魔王ディアボリカ・マンティス」。バトルを長引かせ、緑スピリットのコアブーストによる大量展開でじわじわとマムシのごとくいたぶり攻めることを得意とする。
戦国チャンピオンシップでは紫堂信玄とバトルするが、大量展開しながらも信玄のバーストを警戒しアタックしなかったことを信玄から日和見と痛烈に批判され、圧倒的な力の前に敗北する。
火国 惟豊（ひのくに これとよ）
声 - 浜田賢二
バトスピ戦国チャンピオンシップ決勝大会九州・沖縄エリア代表のS級バトラー。バトルマシンのモチーフは「狛犬」。チームのリーダー格。赤属性最強の使い手を自称する程実力はあり、決勝大会一回戦で炎利家と対戦し、猛攻撃に追い込むも、油断したのが災いし、『戦国六武将レオンランサー』の【ソウルドライブ】の前に敗北した。
緑須賀孤六（りょくすか ころく）
声 - 遊佐浩二
バトスピ戦国チャンピオンシップ決勝大会四国エリア代表のS級バトラー。一回戦で幸村と対戦する。高い実力を見せ、幸村の【無限刃】への対策もしていたが、一歩読みが上回っていた幸村に敗れた。
紫華原神次郎（しがはら しんじろう）
声 - 村田太志
バトスピ戦国チャンピオンシップ決勝大会中国エリア代表の「イズモの麒麟児」の異名をとるS級バトラー。バトルマシンのモチーフは「ヤマタノオロチ」。キースピリットは13枚目の12宮Xレア「蛇皇神帝アスクレピオーズ」。優勝して地元の出雲に3Dスタジアムを建ててもらうという夢がある。謙信に敗れその夢は潰えるが、後に無事故郷にスタジアムが建設された。
キャラクターイメージは「カードゲームの主人公」。
北海道エリア代表チーム
全国から集められた俊英たちが学校にて厳しいバトスピの訓練を重ねており、エリートとしての自負が強く、少々傲慢となっている。
津白軽 慶広（つしろがる よしひろ）
声 - 勝杏里
チームのリーダー。S級バトラー。戦国チャンピオンシップ決勝大会一回戦第二試合では、末広の尻拭いをしようと考えるが、美鳥山阿国の速攻の前に3ターン目で敗北した。
松白 季広（まつしろ すえひろ）
声 - 武藤正史
S級バトラー。チームの三番目の実力者。戦国チャンピオンシップ決勝大会一回戦第一試合では、百黄半蔵の前に敗北した。

### その他の人物
山村 村重（やまむら むらしげ）
声 - 大畑伸太郎
A級バトラー。格下相手とはいえ100人斬りを達成した男。普段は尊大だが、幸村の名前を聞いて逃げ出そうとするなど根は小心者。半蔵によって成敗される。
力皇（りきおう）
声 - 尾形雅宏
A級バトラー。かつて環奈の地元のバトルスタジアムを荒らしていたが、環奈の依頼を受けた幸村の圧倒的な力により敗北する。
柊 宗矩（ひいらぎ むねのり）
声 - 佐倉綾音
A級バトラーの昇格を目指して佐助と対決したバトラー。温厚で誠実な少年を装っているが、本性は卑劣で、相手のカードの情報を得てバトルを有利に進めるなど、姑息な手段ばかりを使う。佐助たちには緑属性を使うと言ったのも真っ赤な嘘で、本来は黄属性を使うが実力は高い。
黄属性の特性を生かしたバトルで太一たち3人を打ち破るも、幸村の腰巾着に過ぎないと見くびっていた佐助に敗れる。
キースピリットは「凶神獣カオス・ペガサロス」と「夢幻の天剣トワイライト・ファンタジア」の合体スピリット。
潮 義弘（うしお よしひろ）・潮 義次（よしつぐ）・潮 義政（よしまさ）
声 - 寺島拓篤、宮本誉之、富樫美鈴
戦国チャンピオンシップ関東エリアに出場。安房国から来た青属性カードバトラー三兄弟。荒々しい攻撃型のバトラーとの評判であり、その噂通り義弘は「巨人大帝アレクサンダー」をキースピリットにした【強襲】による連続アタックを得意とする。
初戦で意気揚々と幸村たちに挑むが敗れた。
混剛 憲秀（こんごう のりひで）
声 - 阪口大助
赤デッキの使い手でキースピリットは「闇龍ダーク・ティラノザウラー」。戦国チャンピオンシップ関東エリア予選に出場し、暁佐助と対戦する。常に気だるげで、佐助を「幸村の腰巾着」と挑発し続けるが、佐助のスピリットとマジックのコンボの前に敗れた。
馬神 トッパ（ばしん トッパ）
声 - 田村睦心
新春特別企画（39話）に登場。ナゾオトナを追って幸村たちの世界にやってきた他次元のカードバトラー。しゃべる鼠アイボウ（声 - 中川里江）を連れている。
ナゾオトナ
声 - 三木眞一郎
新春特別企画（39話）に登場。幸村たちの世界に来て、時間を止めることで自分の理想の世界を作り出そうと目論む。
ナレーション - 立木文彦

## 用語
ソウルコア
本作品より登場した新しいコア。従来の青い六角形の結晶と比べ、銀に縁取られた五角形の赤い結晶と意匠が異なる。コストの支払いやレベルアップといったように通常のコアと同じように扱えるが、一部のスピリットが持つ効果を発動させるために必要な鍵となる。またソウルコアは各プレイヤーにつき一つのみとなっている。次回作『バトルスピリッツ ダブルドライブ』にも引き続き登場している。
Sバースト（ソウル-）
市場にも大会にも未だ流通していない幻のカード。幻ゆえにその存在は明るみにされていなかったが、兼続が幸村とのバトルで使用したことで世間に存在が知れ渡った。
ソウルドライブ
戦国六武将などの一部のアルティメットが持つ能力。ソウルコアをバトルから除外することで強力な効果を発揮する。
起導（きどう）（色）
系統起導者を持つスピリットが持つ、Sバーストを発動させることができる効果。内容は「このスピリットの[ソウルコア]を自分のトラッシュに置くことで、自分の（色の）Sバースト1つをただちに発動させる」。
IBSA（International Battle Spirits Association）
バトルスピリッツの運営機関。
S級バトラー
IBSAに認められた一流のカードバトラー。力を認められた者には専用バトルマシンが付与される。専用バトルマシンはデッキケースによって好きな場所に呼び出せるほか、専用バトルマシンが二つあれば、スタジアム以外のどこの場所でも、IBSAのオペレーターが承認したエリア内であればバーチャルシステムによるバトルが可能となる。
バトスピ戦国チャンピオンシップ
IBSA主催のバトスピ全国大会。参加資格は3人一組のチームであること。
全国9つに分けた各エリアごとに予選が行われる。エリアごとに勝ち抜いた一チームが全国へと駒を進める。出場ブロックは選択自由であり、また同じチーム内で同色カード使用の制限もない。
予選は10戦加点方式で行われ、先に二連勝で5点、2勝1敗で3点、1勝2敗で1点貰え、エリアの最高得点のチームが決勝大会に進む。決勝大会は予選を勝ち抜いた9チームとIBSA推薦のシードチームで行われる。
予選前には各地であらゆるイベントが実施され、その成績に相当するレアカードが配布された。
ムサシ
幸村たち多くのカードバトラーの集う地にして、物語の主軸が展開される場所。主に力の拮抗する二大勢力によって東西で区切られており、東を炎利家、西を宝緑院兼続がそれぞれ幅を利かせている。
ムサシ四大決戦と銘打った幸村、利家、兼続、早雲の4名のバトルを兼続が制覇したことで、各地のスタジアムを一般に開放し、街のカードバトラーは兼続に憧れ緑のカードを使用する者たちに溢れたが一時的なものにすぎず、幸村が再び兼続を破ったことで赤と緑属性のデッキを使用するカードバトラーに大きく二分された。
兼続の敗北後、大六天魔王の策謀の下、真白軍と真白軍に取り込まれた宝緑院勢力によって、カードバトラーたちは自分たちのデッキを取り上げられ、指定されたデッキを使用するよう強制された。後に大六天魔王勢を退けたことで、元のムサシに戻る。

## スタッフ
- 企画・アニメーション制作 - BN Pictures
- 原作 - 矢立肇
- 監督 - 杉島邦久
- シリーズ構成 - 長谷川勝己
- キャラクター原案 - 篠原健太
- キャラクターデザイン - 湯本佳典
- スピリットデザイン - 寺島慎也、ヒラタリョウ、今石進、丸山浩、やまだたかひろ、石森連、黒銀（第22話 - 第51話）、森木靖泰（第43話 - 第51話）
- メカニックデザイン - 津島直人
- プロップデザイン - ヒラタリョウ
- 美術監督 - 中村典史
- 美術デザイン - 中島美佳
- 色彩設計 - 柴田亜紀子
- 撮影監督 - 貞松寿幸
- CGディレクター - 伊藤樹、植木智之、長嶋晋平
- 編集 - 渡辺直樹
- 音響監督 - 藤野貞義
- 音楽 - 信澤宣明
- 音楽プロデューサー - 山田智子、伊藤善之→岩下由希恵
- 音楽制作 - サンライズ音楽出版
- エグゼクティブプロデューサー - 平岡利介（第1話 - 第13話）→押田裕一（第14話 - 第51話）、小野口征、波多野淳一、尾崎雅之
- プロデューサー - 数野高輔（第1話 - 第13話）→村松紗也子（第14話 - 第51話）、麻生一宏、森田真好
- 制作 - テレビ東京、NAS、BN Pictures

## 主題歌
オープニングテーマ
「RISE OF SOULS」（第2話 - 第51話）
作詞・歌 - 喜多修平 / 作曲 - 太田雅友 / 編曲 - 伊藤賢
第1話は未使用。第1話のオープニング映像はメ〜テレ・テレビ朝日系列のバトルスピリッツシリーズのバトル映像が映し出されている。第31話からはオープニング映像が一部変更され、白銀謙信や紫堂信玄などのキャラクターやアルティメットも登場するようになった。
エンディングテーマ
「DREAMLESS DIVER」（第1話 - 第26話）
作詞・歌 - 佐咲紗花 / 作曲・編曲 - 河田貴央
「MONSTERS」（第27話 - 第51話）
作詞 - takao / 作曲 - 鳴風 / 編曲・歌 - Fo'xTails
最終話は劇中でエンディングとスタッフロールが流れた。

## 各話リスト
| 話数   | サブタイトル                   | 脚本       | 絵コンテ                   | 演出       | 作画監督                                                       | 総作画監督 | 放送日        |
| ------ | ------------------------------ | ---------- | -------------------------- | ---------- | -------------------------------------------------------------- | ---------- | ------------- |
| 第1話  | 幸村 参上！                    | 長谷川勝己 | 杉島邦久                   | 馬引圭     | 湯本佳典 山田タカヒロ（メカ）                                  | -          | 2015年 4月1日 |
| 第2話  | 炎の宿敵、利家！               | 長谷川勝己 | 杉島邦久                   | 中島大輔   | 鈴木幸江 山田タカヒロ（メカ）                                  | 湯本佳典   | 4月8日        |
| 第3話  | 早雲の挑戦！                   | 長谷川勝己 | 杉島邦久                   | 誉田晶子   | 石川てつや やまだたかひろ（メカ）                              | -          | 4月15日       |
| 第4話  | 魂の戦国龍！                   | 植竹須美男 | 田辺泰裕                   | 田辺泰裕   | 稲吉智重 やまだたかひろ（メカ）                                | 湯本佳典   | 4月22日       |
| 第5話  | 愛の男、宝緑院兼続！           | 山田靖智   | 中島大輔                   | 中島大輔   | 石田智子 やまだたかひろ（メカ）                                | -          | 4月29日       |
| 第6話  | 真白軍、襲撃！                 | 長谷川勝己 | 誉田晶子                   | 誉田晶子   | 西島加奈                                                       | -          | 5月6日        |
| 第7話  | 難攻不落！ 白の城壁！          | 玉井☆豪    | 杉島邦久                   | 安藤良     | 石井ゆみこ、萩原正人 田中千皓、鷲尾侑紀 やまだたかひろ（メカ） | 湯本佳典   | 5月13日       |
| 第8話  | 怪！ 忍びの半蔵！              | 植竹須美男 | 馬引圭                     | 馬引圭     | 稲吉朝子 やまだたかひろ（メカ）                                | 湯本佳典   | 5月20日       |
| 第9話  | 闇からの使者、蘭丸！           | 長谷川勝己 | 田辺泰裕                   | 田辺泰裕   | 鈴木幸江 やまだたかひろ（メカ）                                | 湯本佳典   | 5月27日       |
| 第10話 | ムサシ開戦！                   | 長谷川勝己 | 齋藤昭裕                   | 齋藤昭裕   | 石川てつや                                                     | -          | 6月3日        |
| 第11話 | 龍虎再び！                     | 山田靖智   | 中島大輔                   | 中島大輔   | 稲吉智重 やまだたかひろ（メカ）                                | 湯本佳典   | 6月10日       |
| 第12話 | 烈風忍者、見参！               | 玉井☆豪    | 高橋順 齋藤昭裕            | 高橋順     | 石田智子 やまだたかひろ（メカ）                                | 湯本佳典   | 6月17日       |
| 第13話 | ムサシ頂上決戦！               | 植竹須美男 | 川崎逸朗                   | 誉田晶子   | 湯本佳典                                                       | -          | 7月1日        |
| 第14話 | 愛の名の下に！                 | 長谷川勝己 | 杉島邦久                   | 安藤良     | 石井ゆみこ、萩原正人 鷲尾侑紀、田中千皓                        | 鈴木幸江   | 7月8日        |
| 第15話 | IBSAの使者！                   | 山田靖智   | 田辺泰裕                   | 田辺泰裕   | 西島加奈                                                       | 湯本佳典   | 7月15日       |
| 第16話 | 爆熱！ 炎龍刀！                | 玉井☆豪    | 馬引圭 菱田正和            | 馬引圭     | 稲吉朝子                                                       | -          | 7月22日       |
| 第17話 | 不死身、紫の罠！               | 植竹須美男 | 中島大輔                   | 中島大輔   | 鈴木幸江                                                       | -          | 7月29日       |
| 第18話 | 環奈と幸村                     | 長谷川勝己 | 伊藤達文                   | 佐々木真哉 | 関崎高明                                                       | -          | 8月5日        |
| 第19話 | 三戦士、集結！                 | 長谷川勝己 | 菱田正和                   | 宮原秀二   | 長生中                                                         | -          | 8月12日       |
| 第20話 | 反撃の狼煙！                   | 山田靖智   | 高橋順 田辺泰裕            | 伊藤達文   | 石川てつや                                                     | -          | 8月19日       |
| 第21話 | 爆裂！ 怒りの炎！              | 玉井☆豪    | 川崎逸朗                   | 川崎逸朗   | 入江健司、八木澤修平                                           | -          | 8月26日       |
| 第22話 | 魔王、降臨！                   | 長谷川勝己 | 杉島邦久 田辺泰裕          | 田辺泰裕   | 石田智子                                                       | -          | 9月2日        |
| 第23話 | 戦慄！ ゴッド・ゼクス！        | 長谷川勝己 | 齋藤昭裕 加瀬充子          | 渡邉徹明   | 稲吉智重                                                       | -          | 9月9日        |
| 第24話 | 月下の決闘！                   | 植竹須美男 | 吉田泰三                   | 羽原久美子 | 牧内ももこ                                                     | 湯本佳典   | 9月16日       |
| 第25話 | 勝ち抜け、昇級バトル！         | 山田靖智   | 中島大輔                   | 中島大輔   | 西島加奈                                                       | -          | 9月23日       |
| 第26話 | 白き翼、白銀謙信！             | 玉井☆豪    | 高橋順                     | 高橋順     | 鈴木幸江                                                       | -          | 9月30日       |
| 第27話 | 剣豪龍！ その名は天！          | 長谷川勝己 | 杉島邦久 伊藤達文 中島大輔 | 阿部雅司   | 永吉隆志、小畑賢                                               | 湯本佳典   | 10月7日       |
| 第28話 | 白熱！ 決勝大会への道！        | 植竹須美男 | 馬引圭                     | 水本葉月   | 日高真由美                                                     | 湯本佳典   | 10月14日      |
| 第29話 | 戦の鬼、紫堂信玄！             | 山田靖智   | 田辺泰裕                   | 田辺泰裕   | 稲吉朝子                                                       | -          | 10月21日      |
| 第30話 | 黄緑忍法帳！                   | 玉井☆豪    | 川崎逸朗                   | 川崎逸朗   | 入江健司、八木澤修平                                           | -          | 10月28日      |
| 第31話 | 決勝大会開幕！                 | 長谷川勝己 | 杉島邦久 田辺泰裕 齋藤昭裕 | 宮原秀二   | 石田智子                                                       | -          | 11月4日       |
| 第32話 | フィールドの支配者             | 植竹須美男 | 中島大輔                   | 中島大輔   | 石川てつや                                                     | -          | 11月11日      |
| 第33話 | 初陣！ IBSAチーム！            | 山田靖智   | 佐々木真哉                 | 佐々木真哉 | 関崎高明                                                       | 湯本佳典   | 11月18日      |
| 第34話 | それぞれの想い                 | 長谷川勝己 | 馬引圭 中島大輔            | 馬引圭     | 鈴木幸江                                                       | -          | 11月25日      |
| 第35話 | 白の影武者！                   | 玉井☆豪    | 菱田正和                   | 渡邉徹明   | 稲吉智重                                                       | -          | 12月2日       |
| 第36話 | 出陣！ 大六天魔王！            | 植竹須美男 | 渡辺正樹                   | 羽原久美子 | 牧内ももこ                                                     | 湯本佳典   | 12月9日       |
| 第37話 | ベスト8決定！                  | 山田靖智   | 田辺泰裕                   | 榎本守     | 西島加奈                                                       | -          | 12月16日      |
| 第38話 | 運命の再会                     | 長谷川勝己 | 杉島邦久 吉田泰三 宮原秀二 | 宮原秀二   | 石田智子                                                       | -          | 12月23日      |
| 第39話 | 正面突破で友情バトル！         | 萬代耕士   | 中島大輔                   | 中島大輔   | 湯本佳典、しもがさ美穂                                         | -          | 2016年 1月6日 |
| 第40話 | 謎のバトスピ仙人               | 長谷川勝己 | 川崎逸朗                   | 川崎逸朗   | 入江健司、八木澤修平                                           | -          | 1月13日       |
| 第41話 | ソウルバースト対ソウルドライブ | 玉井☆豪    | 馬引圭                     | 馬引圭     | 稲吉朝子                                                       | -          | 1月20日       |
| 第42話 | 唯一無二の存在                 | 植竹須美男 | 伊藤達文                   | 佐々木真哉 | 関崎高明                                                       | -          | 1月27日       |
| 第43話 | 決着！ 利家対兼続              | 山田靖智   | 田辺泰裕                   | 高橋順     | 石川てつや                                                     | -          | 2月3日        |
| 第44話 | 天と海の狭間で                 | 植竹須美男 | 榎本守 中島大輔            | 榎本守     | 吉岡佳広、杉本幸子                                             | -          | 2月10日       |
| 第45話 | 受け継がれる想い               | 長谷川勝己 | 田辺泰裕                   | 羽原久美子 | 牧内ももこ                                                     | -          | 2月17日       |
| 第46話 | 蘇れ！ 龍の魂！                | 玉井☆豪    | 工藤寛顕                   | 工藤寛顕   | 西島加奈                                                       | -          | 2月24日       |
| 第47話 | 激闘！ 天魔王対六武将          | 植竹須美男 | 田辺泰裕                   | 宮原秀二   | 湯本雅子、前田義宏                                             | -          | 3月2日        |
| 第48話 | 猛虎、炎の一撃！               | 植竹須美男 | 馬引圭                     | 馬引圭     | 石田智子                                                       | -          | 3月9日        |
| 第49話 | 俺たちの絆                     | 長谷川勝己 | 中島大輔                   | 中島大輔   | 鈴木幸江                                                       | -          | 3月16日       |
| 第50話 | 運命の最終決戦！               | 長谷川勝己 | 川崎逸朗                   | 川崎逸朗   | 入江健司、八木澤修平                                           | -          | 3月23日       |
| 第51話 | 燃えろ、烈火魂！               | 長谷川勝己 | 田辺泰裕                   | 榎本守     | 石川てつや、湯本佳典                                           | -          | 3月30日       |

## 放送局
| 放送期間                     | 放送時間           | 放送局         | 対象地域       | 備考   |
| ---------------------------- | ------------------ | -------------- | -------------- | ------ |
| 2015年4月1日 - 2016年3月30日 | 水曜 18:30 - 18:57 | テレビ東京     | 関東広域圏     |        |
|                              |                    | テレビ北海道   | 北海道         |        |
|                              |                    | テレビ愛知     | 愛知県         |        |
|                              |                    | テレビ大阪     | 大阪府         |        |
|                              |                    | テレビせとうち | 岡山県・香川県 |        |
|                              |                    | TVQ九州放送    | 福岡県         |        |
| 2015年4月8日 - 2016年4月6日  | 水曜 17:29 - 17:58 | BSジャパン     | 日本全域       | BS放送 |

| 配信期間                    | 配信時間        | 配信サイト                   | 備考 |
| --------------------------- | --------------- | ---------------------------- | ---- |
| 2015年4月3日 - 2016年4月1日 | 金曜 12:00 更新 | 番組公式サイト（サンライズ） |      |
|                             |                 | あにてれしあたー             |      |
|                             |                 | バトルスピリッツ公式サイト   |      |
|                             |                 | バンダイチャンネル           |      |

## 漫画版
最強ジャンプ2015年5・7・9・11月、2016年1・3月号に掲載。漫画／天望良一。原作／矢立肇。メインキャラクター原案／篠原健太。単行本全1巻。
アニメ版とは異なり、戦国時代をモチーフにした異世界バトル物となっている。